# Pheidole guineensis
Pheidole guineensis är en myrart som först beskrevs av Fabricius 1793.  Pheidole guineensis ingår i släktet Pheidole och familjen myror. Inga underarter finns listade i Catalogue of Life.